# صوفيا مجبر
صوفيا مجبر ممثلة جزائرية شاركة في مسلسل عائلة على الخط، عملة في إشهار موبيليس وشاركت في تمثيل الكثير من مسلسلة الأخرى منها سوق الحاج لخضر.